# 乡裕美
乡裕美（日语：／ Gō Hiromi ，1955年10月18日—），也译作“乡广美”，原名“原武裕美”（日语：／ Haratake Hiromi ），是日本一名男性歌手和演员。乡裕美出生于福冈县，在东京都长大。
乡裕美目前隶属于Burning Production。但自从2014年10月开始，乡裕美的部分经纪事务开始委托Ever Green娱乐负责管理。

## 个人简历

### 幼兒期
- 1955年10月18日出生，『ひろみ』這個名字是祖父取的，包含著“心靈美麗”，在各種意義上成為“富裕”的意思。
- 父親出生於福岡縣三潴郡，母親出生於福岡縣糟屋郡志免町。
- 出生後不久罹患白喉，3歲時得了赤痢，15歲進行盲腸手術引發腹膜炎，成長期多次生病。
- 幼時家住福岡，是個有牛、馬、雞等家畜的農家。
- 原日本國有鐵路職員的父親調動工作，4歲時從福岡進京，搬遷到與京浜東北線的大井町車站相鄰的當時的國鐵東京綜合車輛中心大井工廠用地內建造的公司住宅。此後，父親作為山手線的新橋站・同東京站的南武線尻手站的助手工作了之後，並於退休年齡退休了。
- 小時候是個很受歡迎的可愛美少年。
- 是在信奉斯巴達教育的母親的嚴格教育下長大的。母親推薦說“你穿紅色很合適”，所以經常穿紅色的衣服。

### 學歷
- 1968年3月，品川區立山中小學畢業。
- 1971年3月，品川區立伊藤中學畢業。
- 1971年4月，日本大學櫻丘高等學校入學

為了優先演藝活動，從第2學期轉學到堀越高等學校演藝部。花了大約5年時間從高中畢業後，發表了以升大學為目標的事情。
- 1977年3月，考上了日本大學法學部，但因為忙於演藝活動沒有畢業。

### 出道〜偶像全盛期
- 1971年，在銀座的電影試鏡中被強尼·喜多川選中，並加入傑尼斯事務所。
- 高中一年級時，和家人一起去日比谷看電影回來,被フォーリーブス的經紀人選中,在出入他們的宿舍時成為傑尼斯事務所所屬的。

- 作為フォーリーブス的伴舞出演，獲得了很多粉絲。藝名是從來自粉絲的聲援「Let's go ひろみ」借名成「郷ひろみ」而成的，而大阪粉絲俱樂部也成立了。

- 1972年1月2日，在日本放送協會大河劇『新・平家物語』中飾演平清盛的弟弟、經盛一角作為演員出道（至今為止共出演了4部NHK大河劇）

- 4月3日- 9月25日，在富士電視台系的森田健作主演的青春電視劇『青春をつっ走れ』、『あしたに駈けろ!』中連續出演。
- 8月1日，Sony Music Records（現：日本索尼音樂娛樂）作為所屬歌手出道。
- 9月25日，出道曲「男の子女の子」在Oricon公信榜的周排行榜排名前十名，11月獲得第14屆日本唱片大賞新人獎。

- 1973年，寫真照片年銷售額排名第一，與西城秀樹、野口五郎並稱為新御三家，一躍成為頂尖偶像。

- 11月20日，憑藉「裸のビーナス」獲得第4届日本歌謠大賞廣播音樂獎，12月2日憑藉「小さな体験」獲得第6届日本有線大賞大眾獎。
- 12月31日，第24届NHK紅白歌會首次出場，演唱前一年的出道曲「男の子女の子」（之後到第36届NHK紅白歌會 1985年為止連續13年出場）。

- 1974年10月28日，首次主演電視劇『テレビドラマ』的主題曲「よろしく哀愁」獲得自身首張Oricon周榜第一名。

## 演艺生涯

### 出道〜偶像全盛期
- 出道的契機是，15歲的時候，附近的阿姨報名了東寶電影潮騷的演出者募集。雖然決定了在審查會場所在的銀座購物，但是在去會場的路上感到害怕，就對母親說“還是算了”，結果被母親訓斥道“儘管如此，你還是九州男兒嗎?”在數寄屋橋的十字路口被打了一巴掌，沒辦法就只好去了會場。雖然試鏡沒合格，但卻被作為審查員參加的傑尼斯事務所的社長強尼·喜多川看中。
- 剛出道時，母親在原宿經營美容院。福岡縣糟屋郡志免町的母親的父母家的祖父母開始製作銷售印有“ひろみ”字樣的紅白色“ひろみ饅頭”，後來被叔父、叔母經營的“御菓子ひろみ”繼承（2015年左右關門）。
- 出道前，出演フォーリーブス (Four Leaves)的伴舞時被介紹說“ひろみ！”，在會場得到“Go! Go! Let's Go Hiromi !”的聲援後，藝名就變成了“郷ひろみ” 。另外，“郷”還含有“第五個フォーリーブス”的意思。可愛的容貌和扑鼻而來的歌聲，博得了年輕女性的歡迎，由粉絲組成的親衛隊也誕生了。
- 1974年10月，電視劇《ちょっとしあわせ》中，與共演的高澤順子的吻戲引起了騷動。粉絲紛紛向電視台發出恐嚇信，於是急忙終止了吻戲戲份。解釋試映也公開對應了。
- 1976年、日本唱片大賞的提名會場（預選會）與キャンディーズ (Candies)的決選投票大獲全勝，在『あなたがいたから僕がいた』 一曲第18屆日本唱片大賞大眾獎的獲獎決定時，感慨萬千，無法唱歌痛哭了一場。在唱片大獎中，這是在新人獎中出場大選以來的獲獎（這一年，實時直播了投票情況）。
- 《偶像游泳大會》中曾參加過諸如游泳比賽等許多比賽，特別是在富士電視台的節目“游泳大賽”。經常與同樣參加的西城秀樹競爭，使節目高漲。郷ひろみ不僅僅是游泳比賽，連泳衣和身材的線條都充滿了競爭力。
- 1977年販賣與郷ひろみ相似的人偶的業者，因侵害肖像權而向民事提起訴訟。這也是歷史上第一個關於名人的人偶的肖像權訴訟，1980年5月，勝訴和解。
- 27歲左右的時候，跟著游泳教練學習游泳。 “最近，我不知道怎麼好好游泳，只憑毅力和不服輸的性格我贏了。”回顧當時。 2000年，在深夜的綜藝節目《ヤミツキ》游泳大會上，時隔10多年再次展現了泳衣的姿態。
- 1981年、8時だョ!全員集合、中畑清中懷孕的短剧成為話題。
- 1982年開始陸續發售了西洋音樂敘事樂曲的翻唱歌曲，試圖從偶像歌手轉變為擁有大人魅力的正派歌手。那個西洋樂曲「哀愁のカサブランカ」是第一首慢歌，敘事樂曲的單曲，是自「よろしく哀愁」以來第2度的50萬張銷量突破。還演唱了哀しみの黒い瞳、ロマンス～禁じられた遊び、シャトレ・アモーナ・ホテル等，胡利奧·伊格萊西亞斯的歌曲。另外，在紐約接受聲樂訓練，學會了使用呼吸不費力地發出聲音的手法，到能踏踏實實地聽慢歌·敘事樂曲為止讓歌唱力提升。
- 1984年2月25日發售的《兩億四千萬隻眼睛-Exotic Japan-（日语：2億4千万の瞳-エキゾチック・ジャパン-）》用於日本國鐵的宣傳活動。 2007年改編了這首歌曲，被作為BSデジタル放送突破3000萬台的紀念活動歌曲。

事務所移籍
- 1975年春，從傑尼斯事務所移籍到Burning Production。並帶著5名傑尼斯Jr.出走，伴隨著6人的移籍騷動，強尼·喜多川社長身體崩潰到差點休克；不過，這個移籍是由Burning社長提出的，並不是鄉本人的不滿而移籍的，又因為當時的傑尼斯事務所還是個弱小的事務所，也沒有像業界最大公司的Burning一樣能對抗的權力，所以傑尼斯在這方面則對鄉沒進行封殺。フォーリーブス成員江木俊夫在自傳中說道：“給傑尼斯事務所帶來最大利益的是SMAP，但強尼·喜多川至今仍以理想的偶像形象描繪著的還是郷ひろみ吧”。

夜のヒットスタジオ
- 1972年、小さな体験中首次出演富士電視台系《夜のヒットスタジオ》，由於當時傑尼斯事務所還有“不能讓偶像出演夜間節目”的方針，所以在新御三家中出演機會較少；不過，移籍到Burning後作為原則以每月一次的步調出演。 1982年，辭退排行榜節目後也擔任壓軸，並準備過激且華麗的演出等，受到了厚待。從1972年~1990年6月27日的總出演次數為175次。

拒絕排名
- 1979年“我收到了你要的東西，今後我不參加頒獎典禮。”日本唱片大賞、日本歌謠大賞等音樂獎的演出拒絕。在數年後的採訪中，說道：“我對每年權威下降的音樂獎毫無興趣。”雜誌《KAMZINE》（2005年6月號）</ref>。但是，日本有線大賞中除了出演並獲得獎項外，還接受了日本唱片大獎和最優秀歌唱獎的試探，這是繼1976年獲得大眾獎以來時隔23年再次登上這個舞台，並發表了熱門串燒表演。
- 1982年8月，“哀愁のカサブランカ”繼“もういちど思春期”之後時隔10個月登上了《The Best10》。 “對自己來說，自己的歌都是第一名，還要用別人的排行榜肯定嗎？”『ザ・ベストテン』、『ザ・トップテン』等有關音樂的排列榜節目的演出全部拒絕。
- 當時，曾是郷的音樂製作人的酒井政利，在雜誌《KAMZINE》（2005年6月號）中提到了一連串的辭退一事，他表示“郷不喜歡被當作新御三家來概括，也想脫離偶像的定型。然後，選擇了“自己和別人不一樣！ ”這樣的差別化戰略。並表明這是戰略和挑戰的一部分。

### 赴美 〜再興期
- 1993年1月，楠瀨誠志郎的抒情曲翻唱曲《僕がどんなに君を好きか、君は知らない！》發售後，雖然是最高位第43名卻一點一點地重疊銷售額，成為“2億4千万の瞳”以來時隔9年的熱門歌曲（17.7萬張）。以此為契機，隔年1994年「逢いたくてしかたない」，1995年「言えないよ」繼續發售原創的敘事樂曲，並全都創造了長期熱門的記錄。把這個1990年代的敘事樂曲暢銷的3首歌曲總稱為敘事樂曲3部曲。
- 2000年11月，發表的隨筆《若気の至り》封底將自己的女性經歷整理成年表風格，並附上自虐的複印件，摘取《大丈夫？ 》（2月6日號）中的腰圍大獎。 “這並不是單純地炫耀奇特的語言，而是與作者的存在感相結合的技巧。雖然是自虐的複印件，卻一點也不討厭，反而能給人好感的應該是Hiromi・Go的才能吧”被評選。
- 2001年6月發行的《獣は裸になりたがる》的封面照，通過特殊化妝自己成為了[獸]。由於這個歌曲的活動，在富士電視台系娛樂性節目「笑う犬の冒険」的「はっぱ隊」的角落裡出演。胯股之間一張，並安上鄉特製的黃金葉，跳了YATTA！的歌曲。

涉谷游擊隊實況錄音事件
- 1999年8月，作為“GOLDFINGER '99”的文宣，未經管轄的涉谷警察署的道路使用許可，毅然進行了白天游擊LIVE。在JR涉谷站前的十字路口停下卡車，媒體從反側面準備好照相機，在交叉路口擠滿了，巴士的30分鐘渡行導致數個交通停止，這樣的交通堵塞的騷動。之後現場的有關人員6人由於違反道路交通法嫌疑檔案被送檢，唱片公司的製片人發展為受到徒刑3個月，緩刑2年的判决的事件。當事人鄉也接受了情况聽取，不過並未被問罪。根據這個文宣效果「GOLDFINGER '99」變得有名。最終賣出了46萬張，成為了代表曲之一。

### 紐約充電以後
- 2006年5月，埼玉體育場2002舉行的麒麟盃2006「日本VS蘇格蘭」戰中進行了國歌齊唱；國歌獨唱。以全身藍色的套裝登場演唱結束了之後，用擅長的夾克把戲，日本足球協會展示了使用旗幟的西裝內襯。
- 2006年7月，9月6日發售的《LIFE》中，為了紀念50歲，公開招募了與郷ひろみ同樣是1955年出生的男性，而共演的音樂錄影企劃有700人以上的應徵者。
- 2007年5月，國土交通省展開的“訪日宣傳活動（VJC）”的主題曲確定為“Boom Bom Bom/Come ON Baby”，並由大臣親手遞交了感謝函。歌詞中收錄了“Yokoso”這個詞，不僅有“日語”、“英語”、“漢語”、“韓語”、“法語”、“德語”、“泰語”等的“歡迎來到日本”的意思。並裝入，CD的包裝上附上了“Yokoso！Japan”的標籤。
- 2007年5月，出演日本放送協會的《英語口語騎士》，並披露了在紐約學習英語。主持人“帕特里克·哈倫”評估為“大學生水准的英語”。節目中用英語講述了“思考、行動、繼續”的人生哲學。在該節目中披露了“Boom Boom/Come On Baby”的英語版本。
- 2007年5月，在日本電視臺轉播的藤原紀香和陣內智則的結婚宴會上，作為特邀嘉賓演唱了“お嫁サンバ”（之後兩人離婚了）。
- 2009年12月，收購了加利福尼亞州最高級的葡萄田，並用最高級的葡萄釀造了最高級的葡萄酒，並在歲末贈送郷ひろみ設計的“5”標籤的葡萄酒“マグニフィカファイブ (Magnifica Five)”
- 2010年4月12日，擔任東京中日體育創刊55周年的“特別支援者”。
- 2015年10月18日，迎來了60歲的生日。隔年2016年2月，新御三家3人聚集在一起慶祝花甲之年，ひろみ與西城·野口久別重逢，並參加了“花甲鼎談”活動。
- 2018年5月16日，新曲《戀はシュミシュミ》發售之夜，新御三家的西城秀樹因急性心力衰竭而去世。「在我心中，長子是五郎，次子是秀樹，老么是我。初次亮相時，對左右都不明白的我，『ひろみ，如果有什麼不明白的事問我』他這樣說，成為親人的事，我一生都不會忘記。由衷地表示遺憾」發表了評論。
- 2018年5月25日西城的守夜，次日5月26日舉行了告別儀式，野口五郎等歌手同伴也出席了儀式。在葬禮的席位上，野口身後，鄉對西城說，“在雜誌的對談中，久違的新御三家相見，那是見到秀樹的最後一刻。”在談話中最後總結道“懷着感謝的心情繼續歌唱”，秀樹卻去了天堂。”「真遺憾」「我一直把秀樹當哥哥，這點一直都沒改變。今後我也會看著秀樹的背影，一直唱下去。至今為止真的非常感謝。然後，請安息吧」郷始終含著淚讀著悼詞。
- 2018年12月10日，在東京都內舉行的[第95届東京箱根間往返大學長跑接力賽跑]前的導演會見中，青山學院大學田徑部長跑的導演原晋，青山學院大學的東京箱根間往以達成綜合5連冠為目標，並滿面笑容地發表了“'GOGO大作戰'”。同年除夕廣播的「第69次NHK紅白歌會」的正式表演前一天的彩排時，從眾多報導中聽說了那件事的鄉，說道「高興極了，我自己也期待著青學（箱根站傳）能5連霸」

郷ひろみ、青學大箱根祈願在紅白歌唱的「心から期待」黃金大作戰感謝每日體育2018年12月30日報導，但是，第二天2019年1月2日・1月3日召開的第95届箱根車站宣傳的青學大學，結果造成了來回路線第6名的巨大延遲，雖然在第二天的回程中取得了冠軍，但是很可惜還是放棄了綜合5連冠，甘於綜合第2名。
- 2019年3月17日，在東京都港區的“東京王子公園”召開的“青學大學・3大長途接力報告會”上，鄉作為嘉賓緊急現場出演。以青學大學的學生·OB們有關人員為首，普通的愛好者也合起來參觀者非常高興沸騰了。鄉說：「本來預定去海外的，但是換了移動班機。我的孩子在青山學院的幼儿園也有受到照顧的緣分。」此外，他還表示，「我也曾在日本唱片大獎中獲獎的《新御三家》的秀樹和五郎中，只有我沒能被邀請，這份懊悔帶領了我。人生中會有很多事情，如何接受也會有所改變。」，一邊熱烈地說著，並為青學大學加油。

### 私人生活
- 1978年、和在洛杉磯居住的日裔美國人桃樂絲的悲劇告終[2]。1975年，20歲的時候，在以當地日裔人為對象進行了洛杉磯公演的時候，對作為日裔人地方自治團體·洛杉磯並親手交付了花束的女性一見鍾情開始了交往。
- 1985年、和祇園的藝妓佳つ乃傳出緋聞，她被譽為六本木俱樂部的No.1女招待和“Friday”。
- 1985年1月，公開交往的松田聖子突然單獨在東寶攝影棚的食堂舉行了淚流滿面的記者會。在這次會見中，松田說“我們商量了如果還有來生的話，我們還要在一起”，但後來鄉則表示“連要會見都不知情，也沒說過這樣的話”。
- 1985年9月，鄉在六本木的迪斯可聯誼的時候二谷友里惠來到了店裡，鄉一見鍾情。當場打招呼，交換高爾夫約會的約定並開始交往
- 1987年6月，與二谷友里惠結婚。結婚婚宴的現場支援鄉的富士電視臺以祝賀郷ひろみ・二谷友里惠婚宴為題大大地轉播，創下了收視率47.6%的記錄（婚宴轉播，歷代最高收視率）。結婚後，移居紐約2年，並有了2個女兒。
- 1998年4月，結婚11年後宣佈離婚。作為兩個女兒的養育費支付了1億5千萬日元。離婚時發表的告白書《ダディ》（幻冬舍）賣了百萬銷量。離婚到提出離婚申請書的發售日全部沒被說出，作為離婚會見的代替「如果看書的話就會明白」的[3]。關於離婚的原因，鄉在《ダディ》一開頭就坦白說“我和幾個女人搞外遇”。
- 2000年9月27日，與原戀人松田聖子發行了二重唱“True Love Story/さよならのKISSを忘れない”，和鄉打招呼實現了。
- 2000年9月同上，“與交往的紐約投資家的女兒——大根田名美於11月結婚。”發表。在紐約的商店做店員的地方以鄉訪問的形式遇見了。對於粉絲們來說，“一天的23小時55分鐘是郷ひろみ，剩下的5分鐘是回到原武裕美 (本名)的時間。原武裕美即使結婚了，郷ひろみ也不結婚。”這樣說明。
- 2001年3月，發表了年內將暫停在日本的演藝活動，移居妻子老家的紐約的消息。
- 2001年5月，二谷友里惠發售了ダディ的續篇告白書《楯》（文藝春秋），明確了離婚後雙方的爭執。關於內容，鄉通過無可奉告「為了孩子們不反駁」這樣說了。
- 2005年4月21日，在官方網站上突然宣佈第二次離婚。“走各自的道路對今後的2人來說是最好的方法。我要更加努力，使鄉更加廣闊”。
- 2004年，從2002年到2005年的活動休止中。雖然正在回歸日本活動，不過，以非正式在首都圈的粉絲俱樂部限制外出打工音樂會旅行。因為那個時候日常性地使之準備了向近側訓示『夜晚的對方』。在和對方交往的年輕女性中，由於過於高興，打破了和親信的約定，在業界內外成為話題。
- 2012年3月31日，在官方網站上發表了與原藝人、化妝品公司OL、德武利奈結婚的消息。並介紹說“她是比我更重視我的父母的人”。對鄉來說是第三次結婚。
- 2013年1月19日，發表結婚消息約10個月後，在帝國飯店舉行了邀請了藝人們約400人的結婚宴會。在此之前，2012年10月下旬，在夏威夷舉行了只有兩人的婚禮。
- 2014年6月，雙胞胎的兒子誕生。
- 2016年12月20日，在《歌う!SHOW学校》中作為“講師”嘉賓出演時，被其他出演者問及“經常帥氣的秘訣”時，並說道“‘自己現在是最帥的’，並以24小時366日‘郷ひろみ’繼續出演”。

## 社会活动
- 1995年開始實施慈善活動，繼續為亞洲的孩子們捐款，為菲律賓4所學校建設做出了貢獻。

- 1995年11月25日，在東京·赤坂王子酒店為亞洲不幸的孩子舉辦慈善晚餐演唱會。 將4388,983日元的收益金捐獻給カスパル;特別救濟活動カスパル，用於菲律賓學校建設費用的[4]。 與松田聖子的合唱（2000年9月發售）的銷售額的一部分也將捐贈給同處。 此後在同處持續捐獻用愛好者俱樂部網站和愛好者俱樂部活動進行了慈善拍賣的銷售額的一部分等的結果，從1995年11月2007年4月達到約1200萬 日元，在菲律賓的4個學校建設貢獻獻上的[5]。

- 1999年10月，“GO's CLUB PARTY '99”拍賣的銷售額的一部分從“鄉ひろみ粉絲俱樂部”通過日本紅十字會，土耳其以及台灣的受害者恢復了精神，另外，孩子們至今為止都是為了能盡快重建家園，他向災後重建捐款各捐贈了50萬日元，共計捐贈了100萬日元 。

- 2000年11月5日，伴隨結婚，向多個NPO捐贈了結婚祝福。

- 2006年11月，珠寶品牌Rosen Hemden開始製作，並捐贈一部分利潤。

- 2007年5月播出的日本電視台《トシガイ》（僅限於自己年齡（51歲×1萬日元）節目企劃：可以用錢買自己喜歡的東西）首次訪問了為學校建設做出貢獻的菲律賓，並有了孩子受到熱情的歡迎。51萬日元送給菲律賓的孩子們文具、T恤等禮物。“今後我也要繼續努力生活”

「第7回郷ひろみ (2007年5月17日) 」

## 音乐作品

### 单曲
| 張數  | 發售日         | 專輯                                                              |
| ----- | -------------- | ----------------------------------------------------------------- |
| 1st   | 1972年8月1日   | 男の子女の子                                                      |
| 2nd   | 1972年11月1日  | 小さな体験                                                        |
| 3rd   | 1972年12月21日 | 天使の詩                                                          |
| 4th   | 1973年3月1日   | 愛への出発                                                        |
| 5th   | 1973年6月21日  | 裸のビーナス                                                      |
| 6th   | 1973年9月21日  | 魅力のマーチ                                                      |
| 7th   | 1973年12月5日  | モナリザの秘密                                                    |
| 8th   | 1974年3月21日  | 花とみつばち                                                      |
| 9th   | 1974年6月21日  | 君は特別                                                          |
| 10th  | 1974年9月21日  | よろしく哀愁                                                      |
| 11th  | 1974年12月21日 | わるい誘惑                                                        |
| 12th  | 1975年4月21日  | 花のように鳥のように                                              |
| 13th  | 1975年7月21日  | 誘われてフラメンコ                                                |
| 14th  | 1975年10月21日 | 逢えるかもしれない                                                |
| 15th  | 1975年12月21日 | バイ・バイ・ベイビー                                              |
| 16th  | 1976年2月1日   | 恋の弱味                                                          |
| 17th  | 1976年5月1日   | 20才の微熱                                                        |
| 18th  | 1976年8月1日   | あなたがいたから僕がいた                                          |
| 19th  | 1976年11月1日  | 寒い夜明け                                                        |
| 20th  | 1977年2月1日   | 真夜中のヒーロー                                                  |
| 21st  | 1977年5月1日   | 悲しきメモリー                                                    |
| 22nd  | 1977年7月21日  | 洪水の前                                                          |
| 23rd  | 1977年9月1日   | 帰郷/お化けのロック                                               |
| 24th  | 1977年12月5日  | 禁猟区                                                            |
| 25th  | 1978年3月21日  | バイブレーション (胸から胸へ)                                     |
| 26th  | 1978年5月21日  | ぼくのるすばん                                                    |
| 27th  | 1978年6月21日  | 林檎殺人事件                                                      |
| 28th  | 1978年9月21日  | ハリウッド・スキャンダル                                          |
| 29th  | 1978年12月21日 | 地上の恋人                                                        |
| 30th  | 1979年3月21日  | ナイヨ・ナイヨ・ナイト                                            |
| 31st  | 1979年6月21日  | いつも心に太陽を                                                  |
| 32nd  | 1979年9月21日  | マイレディー                                                      |
| 33rd  | 1980年1月21日  | セクシー・ユー (モンロー・ウォーク)                               |
| 34th  | 1980年5月1日   | タブー（禁じられた愛）                                            |
| 35th  | 1980年7月21日  | How manyいい顔                                                    |
| 36th  | 1980年11月1日  | 若さのカタルシス                                                  |
| 37th  | 1981年2月1日   | 未完成                                                            |
| 38th  | 1981年5月1日   | お嫁サンバ                                                        |
| 39th  | 1981年8月8日   | もういちど思春期                                                  |
| 40th  | 1981年11月1日  | 哀愁ヒーロー Part1/Part2                                          |
| 41st  | 1982年2月1日   | 純情                                                              |
| 42nd  | 1982年5月2日   | 女であれ、男であれ                                                |
| 43rd  | 1982年7月17日  | 哀愁のカサブランカ                                                |
| 44th  | 1982年11月21日 | 哀しみの黒い瞳                                                    |
| 45th  | 1983年3月5日   | 美貌の都                                                          |
| 46th  | 1983年4月21日  | ロマンス                                                          |
| 47th  | 1983年5月12日  | 素敵にシンデレラ・コンプレックス                                  |
| 48th  | 1983年9月1日   | ほっといてくれ                                                    |
| 49th  | 1983年12月1日  | シャトレ・アモーナ・ホテル                                        |
| 50th  | 1984年2月25日  | 2億4千万の瞳                                                      |
| 51st  | 1984年6月21日  | ヤクシニー                                                        |
| 52nd  | 1984年11月10日 | どこまでアバンチュール/ケアレス・ウィスパー                       |
| 53rd  | 1985年3月6日   | 愛のエンプティーペイジ                                            |
| 54th  | 1985年5月22日  | CHARISMA                                                          |
| 55th  | 1985年8月25日  | サファイア・ブルー                                                |
| 56th  | 1985年10月21日 | Cool/LABYRINTH                                                    |
| 57th  | 1987年3月21日  | 千年の孤独                                                        |
| 58th  | 1988年6月1日   | 時をかさねたら                                                    |
| 59th  | 1989年6月21日  | 最終便にまにあえば                                                |
| 60th  | 1990年5月12日  | Wブッキング-LA CHICA DE CUBA                                      |
| 61st  | 1990年10月21日 | もう誰も愛さない                                                  |
| 62nd  | 1991年4月25日  | 裸のビーナス/よろしく哀愁                                         |
| 63rd  | 1991年5月22日  | 迷イズム                                                          |
| 64th  | 1992年5月2日   | ヴィーナスたちのシエスタ                                          |
| 65th  | 1993年1月21日  | 僕がどんなに君を好きか、君は知らない                              |
| 66th  | 1994年5月1日   | 言えないよ                                                        |
| 67th  | 1995年4月21日  | 逢いたくてしかたない                                              |
| 68th  | 1995年6月14日  | 泣けばいい                                                        |
| 69th  | 1996年2月1日   | どんなに君がはなれていたって/裸の夢                               |
| 70th  | 1996年4月12日  | く・せ・に・な・る/甘い束縛                                       |
| 71st  | 1996年4月12日  | Don't leave you alone/いつもそばに君がいた                        |
| 72nd  | 1997年4月21日  | eroになれ                                                         |
| 73rd  | 1997年10月1日  | ゆっくり恋しよう                                                  |
| 74th  | 1998年4月22日  | KISSが哀しい                                                      |
| 75th  | 1999年3月25日  | 男が恋に出逢うとき                                                |
| 76th  | 1999年7月23日  | GOLDFINGER'99                                                     |
| 77th  | 1999年10月21日 | GOLDFINGER'99 (Remix)                                             |
| 78th  | 2000年2月2日   | Hallelujah,Burning Love                                           |
| 79th  | 2000年6月21日  | なかったコトにして (郷ひろみwith HYPER GO号 名義)                 |
| 80th  | 2000年9月27日  | True Love Story/さよならのKISSを忘れない (郷ひろみ/松田聖子 名義) |
| 81st  | 2001年2月21日  | Only for you-この永遠がある限り-                                  |
| 82nd  | 2001年6月20日  | 獣は裸になりたがる                                                |
| 83rd  | 2001年8月1日   | ワキワキマイフレンド                                              |
| 84th  | 2001年11月7日  | この世界のどこかに                                                |
| 85th  | 2005年4月20日  | 愛より速く                                                        |
| 86th  | 2005年10月19日 | 君が泣ける場所になる                                              |
| 87th  | 2006年9月6日   | LIFE                                                              |
| 88th  | 2007年5月23日  | Boom Boom Boom/Come On Baby                                       |
| 89th  | 2007年12月5日  | Good Times Bad Times                                              |
| 90th  | 2008年5月14日  | 君だけを feat.童子-T                                              |
| 91st  | 2008年10月29日 | ありのままでそばにいて                                            |
| 92nd  | 2009年5月27日  | 男願 Groove!                                                      |
| 93rd  | 2009年9月2日   | Get Real Love 〜GOLDFINGER'009                                    |
| 94th  | 2010年6月9日   | 僕らのヒーロー                                                    |
| 95th  | 2010年10月20日 | 愛してる/愛してはいけないひと                                     |
| 96th  | 2011年6月1日   | 笑顔にカンパイ!                                                   |
| 97th  | 2012年4月25日  | デンジャラー☆                                                     |
| 98th  | 2013年5月28日  | Bang Bang                                                         |
| 99th  | 2014年5月21日  | 99は終わらない                                                    |
| 100th | 2015年5月20日  | 100の願い                                                         |
| 101st | 2016年6月1日   | IRREGULAR                                                         |
| 102nd | 2017年5月10日  | スキだから                                                        |
| 103rd | 2018年5月16日  | 恋はシュミシュミ                                                  |
| 104th | 2019年5月15日  | JAN JAN JAPANESE                                                  |
| 105th | 2020年7月22日  | ウォンチュ ー!!!                                                  |
| 106th | 2021年8月4日   | 100GO!回の確信犯/狐火                                             |
| 107th | 2022年8月3日   | ジャンケンポンGO!!                                                |

### 正規專輯
| 張數 | 發售日         | 專輯                                       |
| ---- | -------------- | ------------------------------------------ |
| 1st  | 1972年11月1日  | 男の子女の子                               |
| 2nd  | 1973年5月1日   | 愛への出発                                 |
| 3rd  | 1974年1月1日   | ひろみの部屋                               |
| 4th  | 1974年6月11日  | ひろみの朝・昼・晩                         |
| 5th  | 1975年6月21日  | ひろみの旅                                 |
| 6th  | 1975年11月21日 | HIROMIC WORLD                              |
| 7th  | 1976年4月21日  | さらば夏の光よ                             |
| 8th  | 1976年12月5日  | 街かどの神話                               |
| 9th  | 1977年10月1日  | アイドルNO.1                               |
| 10th | 1977年12月21日 | ピラミッド ひろみっど                      |
| 11th | 1978年7月21日  | Narci-rhythm                               |
| 12th | 1979年4月1日   | アポロンの恋人                             |
| 13th | 1979年8月1日   | LOOKIN'FOR TOMORROW                        |
| 14th | 1979年12月21日 | SUPER DRIVE                                |
| 15th | 1980年8月21日  | MAGIC                                      |
| 16th | 1981年1月1日   | How manyいい顔                             |
| 17th | 1981年5月1日   | PLASTIC GENERATION                         |
| 18th | 1981年12月21日 | アスファルト・ヒーロー                     |
| 19th | 1982年9月22日  | 哀愁のカサブランカ                         |
| 20th | 1982年12月21日 | 愛の神話                                   |
| 21st | 1983年4月1日   | 比呂魅卿の犯罪                             |
| 22nd | 1983年12月21日 | TAILORED SONG                              |
| 23rd | 1984年12月1日  | ALLUSION                                   |
| 24th | 1985年10月2日  | LABYRINTH                                  |
| 25th | 1987年4月1日   | LOVE OF FINERY                             |
| 26th | 1989年6月1日   | DRIVING FORCE                              |
| 27th | 1990年6月1日   | アメリカかぶれ                             |
| 28th | 1991年4月25日  | 準備万端 〜VINGT ANS〜                     |
| 29th | 1992年5月2日   | CATALONIAN BLOOD                           |
| 30th | 1993年5月21日  | LUNA LLENA                                 |
| 31st | 1994年6月11日  | GOrgeous                                   |
| 32nd | 1995年7月1日   | I Miss You 〜逢いたくてしかたない〜        |
| 33rd | 1996年7月1日   | く・せ・に・な・る                         |
| 34th | 1998年6月20日  | 心のカギ                                   |
| 35th | 1999年8月21日  | THE GOLDSINGER                             |
| 36th | 2000年7月5日   | 恋のハレルヤ大作戦 〜Mission Code is "G"〜 |
| 37th | 2001年11月21日 | PERIOD 〜この世界のどこかに〜              |
| 38th | 2005年9月14日  | Evolution                                  |
| 39th | 2008年6月11日  | place to be                                |
| 40th | 2010年11月20日 | one and only...                            |

### 迷你專輯
| 張數 | 發售日         | 專輯        |
| ---- | -------------- | ----------- |
| 1st  | 2006年11月22日 | Winter Mood |

### 精選輯
| 張數 | 發售日         | 專輯                                                |
| ---- | -------------- | --------------------------------------------------- |
| 1st  | 1975年6月1日   | 郷ひろみデラックス                                  |
| 2nd  | 1976年6月1日   | 郷ひろみのすべて                                    |
| 3rd  | 1977年11月1日  | フォーエバー・シリーズGO                            |
| 3rd  | 1981年10月18日 | 金字塔ピラミッド                                    |
| 4th  | 1983年11月1日  | 黄金郷                                              |
| 5th  | 1984年6月10日  | 黄金郷I 〜2億4千万の瞳〜                            |
| 6th  | 1985年11月21日 | 郷ひろみ全集/'72〜'85 DANDYISM                      |
| 7th  | 1986年5月21日  | 郷ひろみベスト・コレクション                        |
| 8th  | 1987年5月31日  | MY SELF                                             |
| 9th  | 1992年2月21日  | 郷ひろみ全集/'86〜'91 DANDYISM                      |
| 10th | 1994年11月2日  | THE GREATEST HITS OF HIROMI GO                      |
| 11th | 1995年11月22日 | THE GREATEST HITS OF HIROMI GO VOL.II 〜Ballads〜   |
| 12th | 1996年11月1日  | THE GREATEST HITS OF HIROMI GO VOL.III セレクション |
| 13th | 2001年7月4日   | MOST LOVED HITS OF HIROMI GO VOL.1 〜Heat〜         |
| 14th | 2001年7月4日   | MOST LOVED HITS OF HIROMI GO VOL.2 〜Cool〜         |

### 合輯
| 張數 | 發售日        | 專輯                                            |
| ---- | ------------- | ----------------------------------------------- |
| 1st  | 1982年6月21日 | マイ・コレクション                              |
| 2nd  | 1991年5月22日 | 準備万端〜VINGT ANS〜SONGLESS                   |
| 3rd  | 2001年3月28日 | With Whom?                                      |
| 4th  | 2007年8月8日  | SAMBA de GO 〜HIROMI GO Latin Song Collection〜 |

### 混音專輯
| 張數 | 發售日         | 專輯    |
| ---- | -------------- | ------- |
| 1st  | 1991年11月21日 | HIROMIX |

### 演唱會專輯
| 張數 | 發售日         | 專輯                                            |
| ---- | -------------- | ----------------------------------------------- |
| 1st  | 1974年9月5日   | フォーリーブス・郷ひろみ/ジョイント・リサイタル |
| 2nd  | 1974年12月10日 | HIROMI ON STAGE! -よろしく哀愁                  |
| 3rd  | 1976年8月21日  | GO GOES ON! HIROMI IN U.S.A. PartI              |
| 4th  | 1976年9月21日  | GO GOES ON! HIROMI IN U.S.A. PartII             |
| 5th  | 1977年6月1日   | ヒーロー                                        |
| 6th  | 1978年4月1日   | フェニックス -HIROMI IN BUDOKAN-                |
| 7th  | 1978年10月1日  | IDOL OF IDOLS                                   |
| 8th  | 1980年5月21日  | MY OWN ROAD                                     |
| 9th  | 1981年9月5日   | AT THE STARTING LIVE 〜READY SET GO!〜          |
| 10th | 1986年3月21日  | 郷ひろみライブCONCERT TOUR LABYRINTH            |

### 原聲帶專輯
| 張數 | 發售日        | 專輯                                  |
| ---- | ------------- | ------------------------------------- |
| 1st  | 1977年2月25日 | おとうと オリジナル・サウンドトラック |
| 2nd  | 1985年3月6日  | 聖女伝説 オリジナル・サウンドトラック |

### CD套装
| 張數 | 發售日         | 專輯                                  |
| ---- | -------------- | ------------------------------------- |
| 1st  | 1997年8月1日   | ALL THE SINGLES 1972-1997             |
| 2nd  | 2005年10月5日  | Single Collection of Early Days vol.1 |
| 3rd  | 2005年10月19日 | Single Collection of Early Days vol.2 |
| 4th  | 2005年11月2日  | Single Collection of Early Days vol.3 |
| 5th  | 2005年11月16日 | Single Collection of Early Days vol.4 |
| 6th  | 2005年11月30日 | Single Collection of Early Days vol.5 |

### 錄像帶及DVD
- 2000年9月20日、コンサートツアー・ライブビデオ「恋のハレルヤ大作戦」

## 合作曲
| 曲名                                  | 合作曲                                                |
| 天使の詩                              | TBS系『おやじ山脈』主題歌                             |
| よろしく哀愁                          | NETテレビ系『ちょっとしあわせ』挿入歌                 |
| 帰郷                                  | ムー』挿入歌                                          |
| お化けのロック                        | TBS系『ムー』挿入歌                                   |
| お化けのロック                        | TBSドラマ『ムー一族』劇中歌                           |
| 林檎殺人事件                          | TBSドラマ『ムー一族』劇中歌                           |
| How many いい顔                       | カネボウ化粧品 秋のキャンペーン・ソング               |
| 未完成                                | TBS系『ミセスとぼくとセニョールと!』挿入歌            |
| 素敵にシンデレラ・コンプレックス      | トヨタ「トヨタ・カローラ\|カローラ(E80型)」CMソング   |
| 2億4千万の瞳 -エキゾチック・ジャパン- | 国鉄「エキゾチック・ジャパン」キャンペーンソング      |
| 2億4千万の瞳 -エキゾチック・ジャパン- | BSデジタル放送3000万台突破記念キャンペーンソング      |
| 2億4千万の瞳 -エキゾチック・ジャパン- | 億千米CMソング                                        |
| 最終便にまにあえば                    | テレビ朝日系「郷ひろみの宴ターテイメント」主題歌      |
| もう誰も愛さない                      | 日本テレビ主演ドラマ『刑事貴族』主題歌                |
| ヴィーナスたちのシエスタ              | フジテレビ系『アルファベット2/3』主題歌               |
| 僕がどんなに君を好きか、君は知らない  | フジテレビ系『正しい結婚』主題歌                      |
| 言えないよ                            | TBS系『お見合いの達人』主題歌                         |
| 逢いたくてしかたない                  | 朝日生命CMソング                                      |
| 泣けばいい                            | TBS系『あした家族になあれ』主題歌                     |
| どんなに君がはなれていたって          | TBS系『ママは大ピンチ!!』主題歌                       |
| 裸の夢                                | トリンプCMソング                                      |
| く・せ・に・な・る                    | 朝日生命CMソング                                      |
| Don't leave you alone                 | 朝日生命CMソング                                      |
| いつもそばに君がいた                  | ISUZU「いすゞ・フォワード\|フォワード」CMソング       |
| ゆっくり恋しよう                      | 日本エアシステム「東京キャンペーン」CMソング          |
| KISSが哀しい                          | フジテレビk系『白衣のふたり』主題歌                   |
| GOLDFINGER '99                        | TBS系『ヤマダ一家の辛抱』主題歌                       |
| なかったコトにして                    | 日本テレビ系『ダウンタウンDX』エンディングテーマ      |
| なかったコトにして                    | NEWカップスター』のCMソング                           |
| True Love Story                       | ワコール『ポイントシェーバー』CMソング                |
| Only for you-この永遠がある限り-      | 日本テレビ系『FACE〜見知らぬ恋人〜』主題歌            |
| 獣は裸になりたがる                    | 高須クリニックCMソング                                |
| ワキワキマイフレンド                  | はるちゃん5』主題歌                                   |
| この世界のどこかに                    | ひとりじゃないの』主題歌                              |
| 愛より速く                            | 高須クリニック CMソング                               |
| 君が泣ける場所になる                  | 雪国まいたけ CMソング                                 |
| Good Times Bad Times                  | パチンコ『CR GO!GO!郷! 2nd Stage』使用曲              |
| 男願 Groove!                          | エクササイズDVD『ヒップホップ・アブス』イメージソング |
| 僕らのヒーロー                        | NHK『みんなのうた』2010年6月使用曲                    |
| 笑顔にカンパイ!                       | NHK「サラリーマンNEO シーズン6」オープニングテーマ    |
| デンジャラー☆                         | パチンコ『CR Go!Go!郷3』使用曲                        |
| 100の願い                             | フジテレビ系『プラチナエイジ』主題歌                  |

## 演出作品

### NHK紅白歌會出場經歷
| 年度/放送回              | 回數 | 歌名                                          | 對戰對手             | 備註               |
| ------------------------ | ---- | --------------------------------------------- | -------------------- | ------------------ |
| 1973年/第24回NHK紅白歌會 | 初   | 男の子女の子                                  | アグネス・チャン     | 紅白初出場         |
| 1974年/第25回NHK紅白歌會 | 2    | 花とみつばち                                  | 佐良直美             |                    |
| 1975年/第26回NHK紅白歌會 | 3    | 花のように鳥のように                          | 南沙織               |                    |
| 1976年/第27回NHK紅白歌會 | 4    | あなたがいたから僕がいた                      | 櫻田淳子             |                    |
| 1977年/第28回NHK紅白歌會 | 5    | 悲しきメモリー                                | 櫻田淳子（2）        | 先攻首發打手       |
| 1978年/第29回NHK紅白歌會 | 6    | バイブレーション (胸から胸へ)                 | 榊原郁恵             | 首發打手（2）      |
| 1979年/第30回NHK紅白歌會 | 7    | マイレディー                                  | 石野真子             | 首發打手（3）      |
| 1980年/第31回NHK紅白歌會 | 8    | How many いい顔                               | 榊原郁恵（2）        | 先攻首發打手 （4） |
| 1981年/第32回NHK紅白歌會 | 9    | お嫁サンバ                                    | 高田みづえ           |                    |
| 1982年/第33回NHK紅白歌會 | 10   | 哀愁のカサブランカ                            | 松田聖子             |                    |
| 1983年/第34回NHK紅白歌會 | 11   | 素敵にシンデレラ・コンプレックス              | 河合奈保子           |                    |
| 1984年/第35回NHK紅白歌會 | 12   | 2億4千万の瞳－エキゾチック・ジャパン－        | 松田聖子（2）        |                    |
| 1985年/第36回NHK紅白歌會 | 13   | Cool                                          | 小柳ルミ子           |                    |
| 1990年/第41回NHK紅白歌會 | 14   | Wブッキング                                   | EVE                  | 時隔5年再次出場    |
| 1994年/第45回NHK紅白歌會 | 15   | 言えないよ                                    | 藤谷美和子・大内義昭 | 時隔4年再次出場    |
| 1995年/第46回NHK紅白歌會 | 16   | 逢いたくてしかたない                          | 伍代夏子             |                    |
| 1996年/第47回NHK紅白歌會 | 17   | 2億4千万の瞳－エキゾチック・ジャパン－（2）   | 森高千里             |                    |
| 1997年/第48回NHK紅白歌會 | 18   | お嫁サンバ'97                                 | Le Couple            |                    |
| 1998年/第49回NHK紅白歌會 | 19   | セクシー・ユー                                | 坂本冬美             |                    |
| 1999年/第50回NHK紅白歌會 | 20   | GOLDFINGER '99                                | 松田聖子（3）        |                    |
| 2000年/第51回NHK紅白歌會 | 21   | なかったコトにして                            | 小林幸子             |                    |
| 2001年/第52回NHK紅白歌會 | 22   | この世界のどこかに                            | 安室奈美惠           |                    |
| 2010年/第61回NHK紅白歌會 | 23   | GO!GO!イヤー紅白スペシャルメドレー            | aiko                 | 時隔9年再次出場    |
| 2011年/第62回NHK紅白歌會 | 24   | Go Smile Japan!!                              | 少女時代             |                    |
| 2012年/第63回NHK紅白歌會 | 25   | デンジャラー☆                                 | aiko（2）            |                    |
| 2013年/第64回NHK紅白歌會 | 26   | Bang Bang                                     | E-girls              |                    |
| 2014年/第65回NHK紅白歌會 | 27   | 99は終わらない                                | SKE48・NMB48         |                    |
| 2015年/第66回NHK紅白歌會 | 28   | 2億4千万の瞳－エキゾチック・ジャパン－（3）   | 大原櫻子             | 先攻首發打手（5）  |
| 2016年/第67回NHK紅白歌會 | 29   | 言えないよ（2）                               | 絢香                 |                    |
| 2017年/第68回NHK紅白歌會 | 30   | 2億4千万の瞳 ～Go! Go! バブルリミックス～ (4) | 島津亜矢             | 上半場壓軸         |
| 2018年/第69回NHK紅白歌會 | 31   | GOLDFINGER'99～GO！GO！2018～（2）            | Little Glee Monster  |                    |

- 對戰對手歌手名()內的數字表示與歌手的對戰次數、備註次數等之後的()表示擔任壓軸等的次數。
- 曲名之後的（○回）表示紅白歌會披露的次數。
- 演出順序用“（出演順序）/（出場人數）”表示。
- 連續4年擔任首發打手，創下白組出場歌手最多的記錄（總計來說，濱崎步2012年刷新了最多的記錄。

### 音樂節目
- 紅白歌合戦（NHK）
- NHKのど自慢（NHK）
- ふたりのビッグショー（NHK）
- ミュージックフェア（フジテレビ）
- FNS歌謡祭（フジテレビ）
- ベストヒット歌謡祭（読売テレビ）
- ザ・ベストテン（TBS）
- 夜のヒットスタジオ（1972年 - 1990年6月27日（175回出演）、1981年2月16日是井上順的代替主持人、フジテレビ
- ミュージックステーション（テレビ朝日）
- HEY!HEY!HEY!MUSIC CHAMP（フジテレビ）
- うたばん（TBS）
- 僕らの音楽 Our Music（2007年5月25日、與DJ OZMA的對話、フジテレビ）
- MUSIC JAPAN（NHK総合、2010年10月24日）
- ミュージックフェア（フジテレビ、2010年10月30日）
- 僕らの音楽 Our Music（2010年12月10日、與浅野温子的對話、フジテレビ）
- 火曜曲!（TBS、2012年5月1日）
- 歌のゴールデンヒットオリコン1位の50年間（2017年10月2日、TBS）

### 綜藝節目
- カックラキン大放送!!（1979年度・1981年度・1983年度，日本テレビ、代替野口五郎正式出演）
- 郷ひろみの宴ターテイメント（1989年，テレビ朝日的正式主持，首次擔任主持人，主題曲「最終便にまにあえば」）
- ヤミツキ（2000年4月 - 2001年3月、中京電視台 ）

### 電台
- 郷ひろみのセイ!ヤング（文化放送，星期四擔當:1980年10月 - 1981年3月，星期二擔當:1981年4月 - 1981年9月）
- NISSANミッドナイトステーション 星期三「ちょっと乱れてカーニバル」（1982年4月 - 1983年3月、TBS電視台）
- サウンド・フラッシュ 郷ひろみ・60'Sカンパニー（日本放送）

### 電視劇
- 新・平家物語（1972年、NHK「大河劇」） - 飾 平経盛
- 青春をつっ走れ（1972年、フジテレビ） - 飾 古川進
- あしたに駈けろ!（1972年、フジテレビ） - 飾 青木洋介（主角）
- 一姫二太郎（1972年、フジテレビ）
- おやじ山脈（1972年、TBS、主題曲「天使の詩」） - 飾 愛甲正明
- 銀座わが町（1973年、NHK）
- 肝っ玉博物帳（1973年、フジテレビ）
- ぼくは叔父さん（1974年、日本テレビ、主題曲『夢で逢おうね』） - 飾 早川大助（主角）
- ちょっとしあわせ（1974年、NET、主題曲「よろしく哀愁」） - 飾 柚木文久
- あこがれ共同隊（1975年、TBS） - 飾 八田広介（主角）
- 毎日が日曜日（1977年、NHK「銀河テレビ小説」） - 飾 沖忍
- ゆずり葉（1977年、中部日本放送「東芝週日劇場」）
- ムー（1977年、TBS、插曲「お化けのロック」） - 飾 宇崎拓郎
- 七人の刑事  第3季第22話（1978年、TBS） - 飾 滝正人
- ムー一族（1978年 - 1979年、TBS、插曲「林檎殺人事件」） - 飾 宇崎拓郎
- 家路（1979年、TBS、插曲「マイレディー」） - 飾 唐沢晴之介
- 草燃える（1979年、NHK「大河劇」） - 飾 源頼家
- 婚前時代（1979年、中部日本放送「東芝週日劇場」） - 飾 良介
- 新・座頭市 第3季第4話（1979年、フジテレビ） - 飾 五九郎
- ミセスとぼくとセニョールと!（1980年、TBS、插曲「若さのカタルシス」） - 飾 マモル（主角）
- 峠の群像（1982年、NHK「大河劇」） - 飾 片岡源五右衛門
- 沖田総司 華麗なる暗殺者（1982年、フジテレビ） - 飾 沖田総司（主角）
- 春雷（1983年、フジテレビ「新春電視劇特別篇」） - 飾 船本新太郎
- 聖母たちの行進（1983年、TBS）
- 流れ星佐吉（1983年、関西テレビ、主角、主題曲「暗闇のディーン」） - 飾 佐吉（主角）
- 翔んでる警視（1986年、TBS） - 飾 岩崎白昼夢（主角）
- 翔んでる警視II（1987年、TBS） - 飾 岩崎白昼夢（主角）
- 失われた時の流れを（1990年、フジテレビ「サントリードラマスペシャル」）
- 刑事貴族 第17話 - 第37話（1990年 - 1991年、日本テレビ、主題曲「もう誰も愛さない」） - 飾 風間明（主角）
- 生前情交痕跡あり（1991年、フジテレビ「週五電視劇劇場」） - 主角
- 信長 KING OF ZIPANGU（1992年、NHK「大河劇） - 飾 徳川家康
- D坂殺人事件 名探偵明智小五郎誕生 名探偵明智が挑む猟奇殺人の謎!!闇に浮かぶ白い肌… （1992年、フジテレビ） - 飾 明智小五郎（主角）
- 愛する時と裁く時（1992年、フジテレビ） - 主角
- 企業病棟（1994年、NHK 電視劇新銀河） - 飾 井川
- 坊っちゃんちゃん（1996年、TBS） - 飾 坊っちゃんちゃん（主角）
- 天皇の料理番（2015年、TBS） - 飾 粟野慎一郎
- LEADERS II（2017年、TBS） - 飾 酒田健太郎
- 世にも奇妙な物語 '19 雨の特別編「永遠のヒーロー」（2019年、フジテレビ）- 飾 大場博人 / レッドライガー（主角） [6]

### 電影
- 急げ!若者 TOMORROW NEVER WAITS（1974年、東宝/ジャック・プロ） - 飾 浩
- さらば夏の光よ（1976年、松竹） - 飾 南条宏（主角）
- おとうと（1976年、松竹） - 飾 碧郎（主角）
- 突然、嵐のように（1977年、松竹） - 飾 石田日出男（主角）
- ワニと鸚鵡とおっとせい（1977年、松竹） - 飾 ゴー（主角）
- ダブル・クラッチ（1978年、松竹） - 飾 早田彰彦（主角）
- 九月の空（1978年、松竹） - 飾 石渡

※無信用
- 夢一族 ザ・らいばる（1979年、東映） - 飾 マコト
- コールガール（1982年、松竹） - 飾 神保
- 瀬戸内少年野球団（1984年、日本ヘラルド） - 飾 中井正夫
- 聖女伝説（1985年、松竹） - 飾 早瀬俊夫
- ALLUSION -転生譚-（1985年、松竹）
- 近松門左衛門 鑓の権三（1986年、松竹） - 飾 笹野権三（主角）
- コミック雑誌なんかいらない!（1986年） - 飾 男公關
- さらば愛しき人よ（1987年、松竹） - 飾 早坂修史
- 舞姫（1989年、東宝） - 飾 太田豊太郎
- Samurai Cowboy（1993年、導演:邁克爾·克施、邦題:『ワイルドハート〜遥かなる荒野へ〜』日本未上映）
- サラリーマンNEO 劇場版（笑）（2011年、ショウゲート） - 飾 郷ひろみ

### 舞台
- 権八小紫（1994年、新橋演舞場）

※首次擔任座長
- 坊ちゃん（1996年6月4日 - 28日、原作:夏目漱石、新橋演舞場）
- 愛・時をこえて ドラキュラ・イン・ジャパン（1997年2月御園座、1997年3月新歌舞伎座、共演:川島なお美）

### 動畫
- 11ぴきのねこ（1980年） - 飾 トラネコ大将
- 吾輩は猫である（1982年）- 飾 森

### 事件
- 1971年、日劇ウエスタンカーニバル（日本劇場）

- 1973年5月5日- 6日，第49届ウエスタン・カーニバル『郷ひろみショー』（日本劇場）

- 1983年、日本國有鐵路新橋車站的一日站長

- 2000年10月7日，FUNBOWL NIGHT 2000～史上最大的パラパラ祭典～「20世紀最後的HALLELUJHA! (雙向鏈接)，共演:AVEX ARTISTS  …ダンス☆マン、HYPER GO号2、

キーヤキッス、PARAPARA AL STARS、安西ひろこ
- 2006年5月、麒麟杯足球;麒麟杯2006年“日本VS蘇格蘭”戰、齊唱國歌;獨唱(埼玉體育場2002;埼玉體育場)

- 2007年5月30日、藤原紀香和陣內智則的結婚宴會（ホテルオークラ神戸、轉播:日本電視台放送網、日本電視台）

- 2007年9月，第5屆東京ガールズコレクション（埼玉超級圓形競技場）

- 2008年8月16日、お台場冒険王《驚人LIVE》<粉絲5000人>

- 2008年5月5日5點55分、ラクーア“開業5週年紀念活動”演唱會 <粉絲5000人>

- 2009年5月5日，就任“コルテオGO!GO!サーター”並親自分發“GO外！”

- 2009年5月21日、Hip Hop Hop Abs練習“Hip Hop Abs”活動中披露了印象曲“男願Groove!”（六本木ヒルズ）<粉絲550名>

- 2009年7月28日，為了宣傳“コルテオ”大阪公演，橋下徹拜訪大阪府知事

- 2009年8月6日、神宮外苑煙花大會30週年紀念、明治神宮棒球場演唱會

- 2009年8月22日、お台場合衆国“驚喜演唱會”<粉絲4000人>

### 活動
- 1984年、日本國有鐵路、國鐵:ディスカバー・ジャパ (Discover Japan)ン#後續的宣傳活動エキゾチック・ジャパン (Exotic Japan)「2億4千万の瞳」
- 2007年、BSデジタル放送3000萬台突破記念:「2億4千万の瞳」的安排歌曲
- 2007年、國土交通省、ビジット・ジャパン・キャンペーン (VJC) 主題曲:「Boom Boom Boom/Come On Baby|Come On Baby」
- 2009年、盧·貝松製作和腳本的人氣電影系列新作『玩命快遞3]]』 (8月15日上映)的本片先行影像的解說員

### CM
- 美容整形外科 高須クリニック（2008年11月）
- 朝日生命 (「人生倶楽部」、「あんしん倶楽部」、「あんしん倶楽部10」、「Vシリーズ」、「My倶楽部」、「My倶楽部ZOOM」（共演：菅野美穂)、「My倶楽部ヤングステージ」、共演：菅野美穂）
- 穴吹工務店「サーパスマンション」、「サーパスフェア」
- 伊勢丹「Iカード」
- 大塚食品「ボンカレーゴールド」
- ロッテ]]「パイの実」、「ガーナミルク」
- 東日本旅客鉄道|JR東日本「東北新幹線」
- 丸八真綿「82 ハッチーニ」、「ファーベッド」（共演：内田有紀）、「ホームショッピング」（共演：浅野ゆう子）
- ロート製薬「新パンシロン」
- クラシエホールディングス|カネボウ 男性化粧品「XANAX(ザナックス)フォームコロン」
- 延田エンタープライズ|延田グループ「パチンコ・スロット 123」

※関西ローカルCM （GAORAでも放映）
- 1972年:

サンキスト「サンキストドリンク」
- 白元「ソックタッチ」
- 1979年大日本除虫菊「キンチョール」流行語「ムシムシコロコロ キンチョール」（共演:横山やすし）
- 1980年、カネボウ化粧品

※CM歌曲「How many いい顔」
- 1980年 - 1986年、三洋電機「サンヨービデオ・マイコニック」
- 1981年、大日本除虫菊「キンチョール」流行語「ハエハエカカカ、キンチョール・よろしいんじゃないですか」（共演：柄本明）
- 1982年、サントリー「赤玉ワイン・赤玉パンチ」
- 1983年 - 1987年、トヨタ自動車「トヨタ・カローラ|カローラセダン（E80系）、トヨタ・カローラレビン|カローラレビン（AE85/86）」
- 1987年、大日本除虫菊「キンチョール」流行語「オス!メス!ハイオスキンチョール1本〜!」
- 1989年、サントリー「モルツビール」
- 1995年、トリンプ「天使のブラ」

※CM歌曲「逢いたくてしかたない|忘れられないひと」
- 1996年、宝ホールディングス|宝酒造「タカラ本みりん てりっこ」
- 2000年:
- 雪国まいたけ「雪国まいたけ」
- ダイハツ工業「ダイハツ・YRV|YRV」（共演:HYPER-GO号2）
- グリコ「アーモンドチョコレート」
- 田辺三菱製薬|田辺製薬「ナンパオ源気」
- サンヨー食品「カップスター」（共演:HYPER-GO号2）
- ラウンドワン
- ワコール（藤原紀香出演）

※CM歌曲「True Love Story/さよならのKISSを忘れない|True Love Story」（和松田聖子）
- 2004年、ニューギン「CR Go!Go!郷」
- 2005年、雪国まいたけ「雪国まいたけ」
- 2007年:
- BSデジタル放送「GO! BSデジタル3000万!!!」（BSデジタル放送 10局共同キャンペーン）
- ACジャパン|公共広告機構「能登半島・ソロモン諸島]]救済キャンペーン」
- マンダム「Produce（プロデュース）」（「青い珊瑚礁 (曲)|青い珊瑚礁」替代曲）
- 2008年:
- ニューギン「CR Go!Go!郷 second stage」（共演：我修院達也）
- レオパレス21（藤原紀香出演）

※CM歌曲「それぞれの夢」
- 2009年10月、森永製菓「ミルクココア」
- 2010年:
- 4月、アース製薬「アースジェット」
- 日産自動車「エコ・バリューシリーズ」※CM歌曲「LIVIN LA VIDA LOCA」
- 2012年:
- ジャパネットたかた、第14回利益還元祭（同社的CM歌曲『北の町から南の町まで』替代曲）
- クラブヤマノフェイシャルガーデンコスメティクス「ジャーマンクレイ無添加オーガニック」（共演：松井玲奈（SKE48））
- 2014年:
- 4月、SBIアラプロモ「アラプラス」シリーズ
- 2018年:
- パチンコCM

## 提名获奖
- 1972年，第14届日本唱片大奖最佳新人：《男孩女孩（日语：男の子女の子）》

- 1973年
  - 第4届日本歌谣大奖（日语：日本歌謡大賞）广播音乐奖：《赤裸的维纳斯（日语：裸のビーナス）》
  - 第6届日本有线大奖大众奖：《小小的体验（日语：小さな体験）》

- 1976年－1979年，连续五年荣膺日本电视台音乐节（日语：日本テレビ音楽祭）Top Idol奖

- 1976年，第18届日本唱片大奖大众奖：《因为我是你，因为我在那（日语：あなたがいたから僕がいた）》

- 1977年，第2届报知电影奖特别奖（《突如其来，宛如风暴（突然、嵐のように）》）[7]

- 1978年
  - 第7届最佳着装奖（日语：ベストドレッサー賞）
  - 第7届FNS歌谣祭特别奖：《苹果杀人事件（日语：林檎殺人事件）》（乡裕美和树木希林）

- 1981年，第14届日本有线大奖有线音乐奖：《桑巴婚礼（日语：お嫁サンバ）》

- 1984年，第1届最佳牛仔裤（日语：ベストジーニスト）

- 1986年，柏林国际电影节银熊奖：《长枪权三（鑓の権三）》（导演：篠田正浩 / 主演：乡裕美）

- 1994年，第27届日本有线大奖有线音乐优秀奖（流行类）：《不能告诉你（日语：言えないよ）》

- 1995年，第28届日本有线大奖有线音乐优秀奖（流行类）：《迫不及待想见你（日语：逢いたくてしかたない）》

- 1999年
  - 第41届日本唱片大奖最佳演唱奖：《GOLDFINGER '99（日语：GOLDFINGER '99）》
  - 第32届日本有线大奖有线音乐优秀奖（流行类）：

- 2000年，《达·芬奇（日语：ダ・ヴィンチ）》2月6日号“腰封大奖”：《年轻所致——这家伙没问题？》

- 2007年
  - 第12届美甲皇后（日语：ネイルクィーン）协会特别奖
  - 国土交通省Visit JAPAN Compaign（日语：ビジット・ジャパン・キャンペーン）主题曲感谢状：《Come On Baby（日语：Boom Boom Boom/Come On Baby）》

## 出版作品

### 书籍
- 《20岁的微热》（1976年，里奥企划）

- 《唯一》（1980年，小学馆）

- 《乡裕美的纽约日记》（1989年，朝日新闻社）1991年推出文库本

- 《不惑》（1996年，工作舍）

- 《父亲》（1998年，幻冬舍）

- 《年轻所致》（2000年，角川书店）

- 《NEXT 明天的我最棒！》（2009年，讲谈社）

### 写真
- 《写真集〈姆一族（日语：ムー一族）〉》（1978年11月，里奥企划）

- 《G 乡裕美》（2013年5月29日）摄影师：Jimmy Ming Shun / 外景地：台湾

### 杂志
- 《乡裕美物语》（1973年1月－12月，《周刊玛格丽特》，集英社）

- 《跟随乡裕美学习快乐食谱》（1997年8月，幻冬舍）

## 个人投资

### 餐厅
- 意大利餐厅品牌：（实际经营者：延田集团）
  - 1997年2月，大阪巨蛋店开幕，后迁址至心斋桥。
  - 2000年7月7日，岐阜店开幕。
  - 2003年6，大阪心斋桥店开幕。
  - 2016年7月1日，神户店兴建预定。

### 品牌
- 珠宝品牌：（实际经营者：坂本贵金属）
  - 2006年11月－，推出主题“伟大的母爱”。该系列的部分利润将捐赠给亚洲的不幸儿童和单亲家庭。
  - 乡裕美对此主题系列表达道，“我希望让更多的单亲母亲和孩子能接近幸福，并希望这个品牌能够持续发展下去”。他表示他创造了一个温暖的品牌形象。

- 日本酒品牌：原武大吟酿（酿造及销售：斋弥酒造店）
  - 2009年创建，品牌名以乡裕美的本名姓氏为名，同时也是为了纪念乡裕美的父亲原武英夫。

- 葡萄酒品牌：（监制：乡裕美 / 酿造及销售：抱石株式会社）
  - 2010年开始在美国加利福尼亚州的葡萄酒庄园开始生产。

### 脚注
1. ↑  中文译名参考自中国新闻网报道《日本男歌手乡裕美被揭婚外情 去年第3度结婚》
香港《苹果日报》报道《【暈得唔抵】櫸坂成員《紅白》虛脫倒地 白組再勝紅組》
ETtoday新闻云报道《72名女高中生化身大娛樂家　穿制服熱跳The Is Me刀群舞》
2. ↑  中文译名参考新浪网的《乡广美暌违21年演剧 出演《天皇料理人》》
《自由时报》的《《家政婦女王》白川由美病逝 享壽79歲》
《大纪元电子报》的《佐藤健拚演技當《御廚》 收視率看漲》

### 出典
1. ↑  サワコの朝、TBS、2012年4月28日放送分
2. ↑  並在著作『若気の至り』的封底，年表式地總結了自己的女性經歷
3. ↑  幻冬舍社長見城徹採訪「熱情的系譜3」（WEB GOETHE·webgette）
4. ↑  “鄉ひろみ的慈善音樂會”『http://  web.sfc.keio.ac.jp/~thiesmey/cp/caspar/jpn/news.htmlカスカスカスパルCosp/caspar/jpn.hpnews.html.htmlカスカスカスカスカスカスカスカスカスカス帕爾新聞信函(1996年12月)
5. ↑  “感謝郷ひろみ”“http://ww2u.biglobe.ne.jp/~caspar/特別救濟活動カスパル(2007年4月)”%5B%5D
6. ↑  . MANTANWEB. 2019-05-07  [2019-05-07]. （原始内容存档于2021-02-05）. （页面存档备份，存于）
7. ↑  . シネマ報知. 報知新聞社.   [2014-06-25]. （原始内容存档于2012-03-06）. （页面存档备份，存于）